# Манчестерская улица
Манче́стерская у́лица — улица в Выборгском районе Санкт-Петербурга. Проходит от проспекта Энгельса до проспекта Тореза.

## История

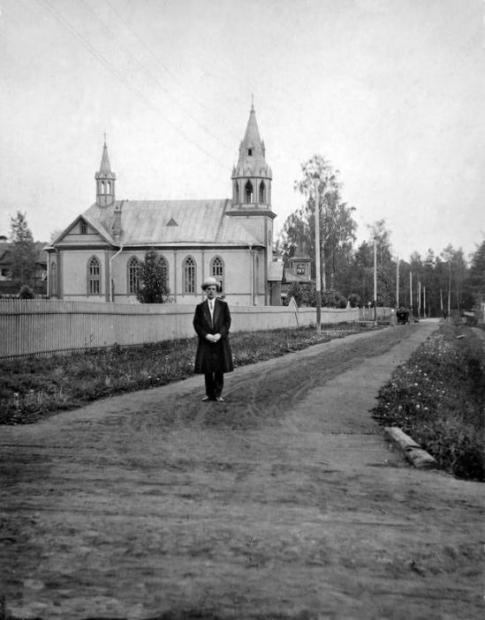
Костёл св. Франциска Ассизского

Первоначально под названием Исаков переулок — по фамилии владелицы стоявшей в начале проезда дачи «Три колодца» (дом 1, не сохранился) Л. З. Исаковой — известна с 1896 года.
Современное название улице присвоено 17 августа 1964 года, как указано в решении, «в честь» английского города Манчестера — в ряду близлежащих улиц, названных по городам-побратимам Ленинграда (также Гаврская, Гданьская и Дрезденская улицы).

## Застройка
- № 1 — офисное здание (1954[2])
- № 2 — жилой дом (1955[2])
- № 3 — жилой дом (2022[3])
- № 3, корпус 2, — жилой дом (2022[4])
- № 3, корпус 3, — детский сад (2023[5])
- № 3, корпус 4, — детский сад (2023[6])
- № 4 — жилой дом (1998[2])
- № 5, корпус 1, — жилой дом (2023[7])
- № 5, корпус 2, — школа (2025[8])
- № 5, корпус 3, — детский сад (2024[9])
- № 6 — жилой дом (1969[2])
- № 8 — Колледж моды (1975[2])
- № 10 — жилой дом (1969[2])
- № 10, корпус 2, — жилой дом (2004[2])
- № 12 — жилой дом (1969[2])
- № 14 — котельная (1962[2])
- № 16 — жилой дом (1968[2])
- № 18 — жилой дом (1968[2])

## Пересечения
- проспект Энгельса
- Лидинская улица
- проспект Тореза

## Транспорт
Движение транспорта одностороннее, от проспекта Тореза к проспекту Энгельса, почти на всём протяжении улицы, за исключением 100-метрового участка, примыкающего к проспекту Тореза. По Манчестерской улице проходит часть маршрута автобуса № 222.
Ближайшая к Манчестерской улице станция метро — «Удельная».